# Agape

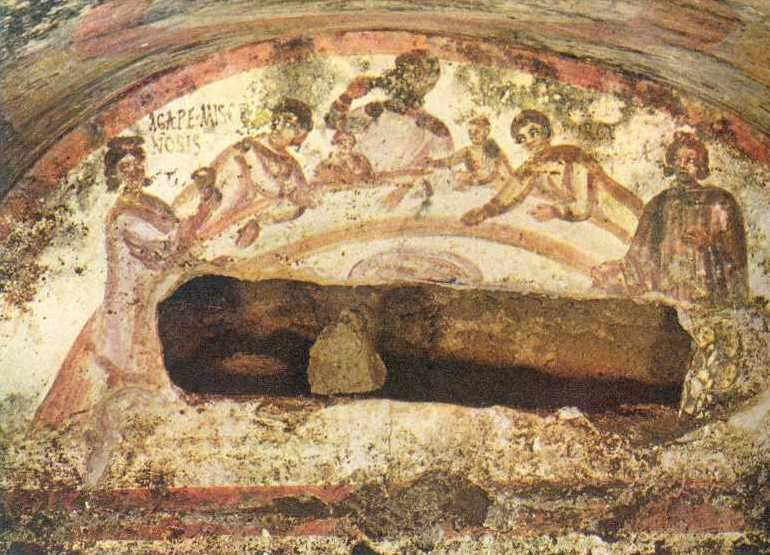
Fresk przedstawiający wspólną ucztę chrześcijan

Agape (stgr. ἀγάπη agápē) – „miłość: najwyższa forma miłości, zwłaszcza miłość braterska, dobroczynność, miłość Boga do ludzi i ludzi do Boga”. Nie należy mylić z philēo – miłością braterską – agápē unosi uniwersalną, bezwarunkową, transcendentalną (wszechobecną) miłość, która istnieje niezależnie od sytuacji. Rzeczownik ten pierwszy raz występuje w Septuagincie, a w formie czasownika zapisana już przez Homera – dosłownie tłumacząc jest to afekt, życzliwość, szacunek, np. „witać z uczuciem” i „okazywać uczucie martwym.” Inni starożytni autorzy używali tego słowa jako symbol miłości małżonka lub rodziny, albo uczucie do konkretnej czynności, w kontraście do philia (przyjaźń, miłość braterska) i eros (miłość intymna).
Chrześcijaństwo wykształciło Agape jako miłość Boską lub Chrystusową do ludzi. W Nowym Testamencie odnosi się do przymierza miłości Boga do ludzi, a także ludzkiej miłości do Boga; termin ten rozciąga się także na wzajemną miłość do bliźniego. Mimo że to słowo nie miało religijnych skojarzeń, to zostało użyte w rozmaitych źródłach zarówno starożytnych, jak i współczesnych, wliczając autorów Biblii i autorów Chrześcijańskich.
W początkach Chrześcijaństwa w liczbie mnogiej określano tak wspólną ucztę mająca charakter duchowy, której celem było podkreślenie jedności wyznawców i podtrzymywanie ich trwania w wierze.
Pojęcie Agape jest znane przez tradycje religijne i naukowe.

## Pierwsze wspólnoty kościelne
W pierwszych wiekach wspólnota poza wielkimi metropoliami nie przekraczała ram gościnnego domu. Słowo braterstwo nabierało tu zatem konkretnego znaczenia: bracia, siostry znali się wzajemnie, zwracali się do siebie po imieniu. Kościół w Dura Europos, jeden z najstarszych kościołów domowych, jakie odkryto, przedstawia już rozwinięte stadium budynku przekształconego w miejsce spotkań. Chodzi tu o małe, średnio zaludnione miasteczko z III wieku. Kościół ten składał się zaledwie z sześćdziesięciu osób, czyli tylu, ile liczy duża rodzina.
Syryjskie Didaskalia opisują jeszcze wspólnotę o rozmiarach do ogarnięcia przez człowieka, w której biskup osobiście dokonywał rozdziału zasiłków, znał bowiem doskonale tych, którzy byli w trudnym położeniu. Jeśli jakiś brat będący przejazdem w mieście przyłączał się do zebranych, musiał znać hasło, żeby być dopuszczonym do zgromadzenia.
Ich charakter był patriarchalny i osobisty zarazem. Diakon znał wszystkich członków wspólnoty. Dla każdego z nich chrzest był zerwaniem niektórych więzów, pojawieniem się różnego rodzaju przeszkód, nawiązaniem nowych więzi ze wspólnotą. Wielu spośród nich znajdowało oparcie już tylko w nowej rodzinie, do której przystąpiło kosztem wszystkiego innego.

## Wieczerze chrześcijańskie
W II wieku zamożni chrześcijanie mieli zwyczaj zapraszania do siebie na wieczerzę członków wspólnoty, niezależnie od biskupa czy diakona, przy czym wybierano raczej osoby będące w potrzebie. Zaproszenia przekazywano i ustalano datę podczas niedzielnych zgromadzeń lub spotykając się na targu, pod podcieniami. Możliwe, iż diakon doradzał gospodarzowi, kogo zaprosić. Istotą zaproszenia do tego posiłku była wola przyjścia z pomocą ubogim bez ich upokorzenia.
Grecy i Afrykańczycy nazywali tę wieczerzę posiłkiem miłości, czyli agapy. Już Pliniusz Młodszy pisał o chrześcijanach, że „zbierają się dla spożycia pokarmu, ale zwykłego i zupełnie niewinnego”. Tertulian pozostawił w Apologetyku barwny opis agapy kontrastującej swą prostotą z wystawnością pogańskich festynów, surowo przez niego osądzanych. Pisał, że instytucję tę stworzyła wielka miłość, jaką chrześcijanie darzą się wzajemnie.

## Ojcowie Kościoła o pomocy bliźnim
Problematyka pomocy ubogim występuje w wielu wczesnych pismach Ojców Kościoła. Niektórych z nich wymienia papież Benedykt XVI w swej encyklice Deus caritas est: Męczennik Justyn (zm. ok. 155) opisuje w kontekście niedzielnej celebracji chrześcijańskiej również działalność charytatywną, związaną z Eucharystią. Zamożni składają ofiary biskupowi w miarę swych możliwości, każdy według własnej woli; z tych ofiar utrzymuje on sieroty i wdowy oraz tych, którzy z powodu choroby lub z innych przyczyn znaleźli się w potrzebie, jak również więźniów i cudzoziemców. Wielki pisarz chrześcijański Tertulian (zm. po 220) opowiada, jak budziła zdumienie wśród pogan troska chrześcijan o wszystkich potrzebujących, również o niechrześcijan. Można uważać, że kiedy Ignacy Antiocheński (zm. ok. 117) określał Kościół rzymski jako ten, który „przewodzi w miłości (agape)”, w tej definicji chciał wyrazić w jakiś sposób również jego konkretną działalność charytatywną.

## Późniejszy stosunek do biednych
Sytuacja uległa zmianie po Edykcie Mediolańskim (313 r.), kiedy na skutek uprzywilejowanej pozycji Kościoła wzrastała liczba chrześcijan. W wielu z nich gasła dawna gorliwość i poczucie odpowiedzialności za Kościół. Wtedy laikat stał się niższą, mniej wykształconą, a nawet pogardzaną i bierną na długie wieki klasą w Kościele.
Apostolstwo świeckich zawsze towarzyszyło ewangelizacyjnej misji Kościoła, nie miało jednak określonych jasno zadań i struktur organizacyjnych. Mimo ich braku, w ciągu wieków odegrało ono olbrzymią rolę. Nawet w okresach zawirowań religijnych, istniała grupa ludzi pracujących na rzecz ewangelizacji. Przykładem może tu być działalność choćby tzw. Trzecich Zakonów – tercjarzy św. Franciszka i św. Dominika, znane są też prace świeckich na polu działalności charytatywnej.

## Agape w rozumieniu Martina Luthera Kinga
Według Martina Luthera Kinga Agape oznacza osiągnięcie takiego stanu, w którym miłuje się każdego człowieka, ponieważ miłuje go Bóg. Jest to więc miłość w Bogu i do Boga. (...) Miłuje się wtedy osobę, która czyni zło, ale nienawidzi się jej czynu. (...) Agape jest podstawą, która umożliwia zlikwidowanie stanu wrogości autystycznej. (...) Agape służy zaakcentowaniu jedności ludzkości, jako wspólnoty powiązanej siecią współzależności. (...) Rodzaj ludzki potrzebuje każdej istoty ponieważ dzięki niej może osiągnąć swoją pełnię. Bez znaczących relacji z innymi nie jest możliwe nasze spełnienie jako istoty ludzkiej.
Używając terminologii Martina Bubera King twierdził, że „ja” nie może znaleźć swojej pełni bez „ty”. King nawiązywał do wciąż pojawiających się w dziejach koncepcji jedności ludzkości, znajdując metafizyczną odskocznię dla idei zespolenia w Bogu. Był zwolennikiem myśli Johna Donne’a, że jeden człowiek nie jest samotną wyspą. Każdy człowiek jest... częścią mnie, a ja jestem częścią jego. Jego agonia zaburza mnie, a zbawienie wzbogaca. Pod wpływem idei personalizmu, że ludzie rodzą się, aby żyć razem i bez tego dążenia nie byliby prawdziwie ludzcy, King uznał za naturalną potrzebę człowieka stworzenie wspólnoty.
King był zwolennikiem sformułowanej przez stoików idei braterstwa wszystkich ludzi. Był przeciwnikiem limitowania solidarności do wąsko pojętej własnej grupy (patrz: kosmopolityzm). My widzimy ludzi jako żydów... katolików i protestantów, Chińczyków i Amerykanów. Nie potrafimy myśleć o nich jak o człowieku, istocie ludzkiej stworzonej z tego samego, co my. Takie wąskie, skoncentrowane na własną grupę nastawienie prowadzi nie tylko do obojętności na to, co dzieje się z innymi ludźmi, ale ułatwia wręcz ich dehumanizację. Zaczynamy traktować innych ludzi jako uosobienie mrocznych potęg natury – istoty z założenia irracjonalne i złe (patrz: wcześniejsze poglądy M. L. Kinga). W ten sposób zamordowanie obywatela własnego narodu jest zbrodnią, ale morderstwo obywatela innego narodu pozostaje aktem męskiego heroizmu.
King dostrzegał, że ideał miłości i solidarności ograniczony do wąskich ram jednej grupy społecznej, jednego państwa czy narodu może służyć nacjonalizmowi, prowadzeniu wojen, masowemu przejawianiu się barbarzyństwa czy też wyzyskowi. Takiemu ideałowi przeciwstawia on ideał solidarności gatunkowej, obejmującej wszystkich ludzi bez względu na narodowość, kolor skóry czy wyznanie (tzw. Wielka Wspólnota). Nasza lojalność musi przekroczyć naszą rasę, plemię, klasę i nasz naród.
King zauważył bowiem, że tradycyjne wychowanie w duchu patriotyzmu zaszczepia nie tylko miłość do ojczyzny, ale niechęć czy nawet nienawiść do jej nieprzyjaciół oraz podział na „swoich” i „obcych”. Patriotyzm według niego ma być tylko świadomością korzeni, miejsca z którego się wychodzi i które na zawsze staje się naszą intymną „ojczyzną ideologiczną”. Zatem w takiej interpretacji nie musi oznaczać podziału na swoich i obcych, niechęci czy też nienawiści do innych ludzi. Dzięki agape, która ułatwia budowę środków wzajemnego zaufania, można po zakończeniu konfliktu przystąpić do pokojowego współżycia.
King był zdecydowanym zwolennikiem budowy welfare world (świata dobrobytu), gdyż nędza – jego zdaniem – jest głównym powodem wojen i rebelii. Tym bardziej, że społeczeństwa biedne są na ogół społeczeństwami niewyedukowanymi, a co za tym idzie – bardziej podatnymi na „sugestie” ze strony władzy bądź innej grupy społecznej.